# Anycall Haptic Mission
Anycall Haptic Mission è il quinto singolo digitale della boy band sudcoreana SS501, pubblicato il 30 aprile 2009 per il mercato coreano. Il brano musicale Play, presente nel singolo, è stato utilizzato come tema musicale degli spot televisivi dei cellulari Samsung.

## Tracce
Download digitale
1. Mission No.4 - Kim Hyun-joong con Son Dam-bi e Kim Joon
2. Rolling Callin Darling - Kim Hyun-joong con Son Dam-bi e Kim Joon